# 江田島湾
座標: 北緯34度14分21秒 東経132度27分30秒 / 北緯34.2391219928551度 東経132.4582543702242度
江田島湾（えたじまわん）は、瀬戸内海の広島湾の江田島市に位置する波の穏やかな湾である。

## 地理・特産
江田島は西能美島、東能美島と地続きの一つの島で、江田島と西能美島の間に江田島湾がある。
- 沿岸でカキの養殖が盛んな地域である。
- 農業はみかん等、柑橘類の栽培が盛んである。

## 湾岸都市
広島県
- 江田島市

## 主要施設
海上自衛隊
- 海上自衛隊幹部候補生学校（旧海兵学校）
- 海上自衛隊第1術科学校
- 標的機整備隊
- 特別警備隊

その他官公庁
- 江田島市役所
- 国立江田島青少年交流の家
- 江田島市立江田島図書館

教育機関
- 江田島市立江田島小学校
- 江田島市立中町小学校
- 江田島自動車学校

商業施設
- ゆめタウン江田島
- ナフコ江田島店
- 藤三江田島店

その他
- ヒューマンビーチ長瀬
- 能美海上ロッジ
- 海辺の新鮮市場
- シーサイド温泉能美

## 半島
- 津久茂半島